# 450

## Догађаји
- 28. јул – Цар Теодосије II, 49 година, пао је са коња у лову у Цариграду и убрзо потом умро. Владао је од 408. године, углавном под доминацијом своје хришћанске сестре Пулхерије, којој је дозвољено да се врати на двор (видети 441).
- 25. август – Елија Пулхерија је принуђена да се уда и да заједно влада Источним римским царством. Она даје царску дијадему илирском (или трачком) официру и сенатору Маркијану, старом 58 година, и крунисана је за царицу на Хиподрому у Цариграду, на првој верској церемонији крунисања.
- Маркијан наређује погубљење непопуларног дворског евнуха Хрисафија. Престаје да плаћа данак Атили.
- Сви храмови Афродизије (Град богиње Афродите) су срушени, а његове библиотеке спаљене. Град је преименован у Ставрополис (Град крста).
- Пролеће – Јуста Грата Хонориа, најстарија сестра цара Валентинијана III, шаље свој прстен Хуну Атили у покушају да избегне брак који јој је наметнуо њен брат. Сада око 34 године, имала је аферу са официром у свом домаћинству и наводно је сковала заверу да збаци Валентинијана, који ју је послао у манастир у Цариграду. Атила објављује своју намеру да се ожени њоме, каже да очекује да ће добити пола Западног римског царства као њен мираз, и окупља велику инвазијску силу Хуна. Флавије Аеције, римски генерал (магистер милитум), окупља војску у Галији од Бургунда, Келта, Рипуараца, Салијских Франка и Визигота под командом визиготског краља Теодорика I.
- Англи, Саси и Јити нападају Британију, означавајући почетак староенглеског периода.
- Почиње реконструкција Куполе крстионице у Неону, Равена (Италија).
- Краљ Јездегерд II позива водеће јерменске племиће у персијску престоницу Ктесифон, притискајући их да прекину своје везе са Западном црквом.
- Основан Универзитет Наланда (Индија).
- Металне потковице су све чешћа употреба на Блиском истоку и у Европи, повећавајући ефикасност коњских снага у пољопривреди и транспорту.
- Википедија:Непознат датум — Сингидунум под влашћу Сармата.

## Смрти
- Света Ксенија Римска
- Петар Хрисолог
- Јован Кушчник